# Indiana Pacers 1972-1973
La stagione 1972-73 degli Indiana Pacers fu la 6ª nella ABA per la franchigia.
Gli Indiana Pacers arrivarono secondi nella Western Division con un record di 51-33. Nei play-off vinsero la semifinale di division con i Denver Rockets (4-1), la finale di division con gli Utah Stars (4-2), vincendo poi il titolo battendo nella finale ABA i Kentucky Colonels (4-3).

## Roster
| \| Pos. \| Num. \| Naz. \| Nome \| Altezza \| Peso \| Data nascita \| Provenienza \| \| ---- \| ---- \| ---- \| ---------------- \| ------- \| ------ \| ------------ \| -------------- \| \| A \| 22 \| \| Arnzen, Bob \| 196 cm \| 93 kg \| 03-11-1947 \| Notre Dame \| \| G/AP \| 35 \| \| Brown, Roger \| 196 cm \| 93 kg \| 22-05-1942 \| Dayton \| \| G \| 10 \| \| Buse, Don \| 193 cm \| 86 kg \| 10-08-1950 \| Evansville \| \| C \| 34 \| \| Daniels, Mel \| 206 cm \| 100 kg \| 20-07-1944 \| New Mexico \| \| G \| 13 \| \| Freeman, Donnie \| 191 cm \| 84 kg \| 18-07-1944 \| Illinois \| \| A/C \| 20 \| \| Hillman, Darnell \| 206 cm \| 98 kg \| 29-08-1949 \| San José State \| \| A/C \| 25 \| \| Johnson, Gus \| 198 cm \| 104 kg \| 13-12-1938 \| Idaho \| \| G \| 11 \| \| Keller, Bill \| 178 cm \| 80 kg \| 30-08-1947 \| Purdue \| \| G \| 14 \| \| Lewis, Freddie \| 183 cm \| 79 kg \| 01-07-1943 \| Arizona State \| \| A/C \| 30 \| \| McGinnis, George \| 203 cm \| 107 kg \| 12-08-1950 \| Indiana \| \| C \| 24 \| \| Newton, Bill \| 206 cm \| 100 kg \| 22-12-1950 \| LSU \| \| A/C \| 15 \| \| Peeples, George \| 201 cm \| 86 kg \| 30-10-1943 \| Iowa \| \| C \| 12 \| \| Raymond, Craig \| 211 cm \| 107 kg \| 05-04-1945 \| Brigham Young \| | Allenatore - Slick Leonard Assistente/i - Bobby Hooper (Vice-allenatore) - David Craig (Preparatore atletico) Legenda - (C) Capitano - (FA) Free agent - (S) Sospeso - (TW) Contratto Two-way - (GL) Assegnato a squadra G League affiliata - Infortunato Roster |                        |                  |         |        |              |                |
| Pos. | Num. | Naz.                   | Nome             | Altezza | Peso   | Data nascita | Provenienza    |
| A | 22 | Stati Uniti (bandiera) | Arnzen, Bob      | 196 cm  | 93 kg  | 03-11-1947   | Notre Dame     |
| G/AP | 35 | Stati Uniti (bandiera) | Brown, Roger     | 196 cm  | 93 kg  | 22-05-1942   | Dayton         |
| G | 10 | Stati Uniti (bandiera) | Buse, Don        | 193 cm  | 86 kg  | 10-08-1950   | Evansville     |
| C | 34 | Stati Uniti (bandiera) | Daniels, Mel     | 206 cm  | 100 kg | 20-07-1944   | New Mexico     |
| G | 13 | Stati Uniti (bandiera) | Freeman, Donnie  | 191 cm  | 84 kg  | 18-07-1944   | Illinois       |
| A/C | 20 | Stati Uniti (bandiera) | Hillman, Darnell | 206 cm  | 98 kg  | 29-08-1949   | San José State |
| A/C | 25 | Stati Uniti (bandiera) | Johnson, Gus     | 198 cm  | 104 kg | 13-12-1938   | Idaho          |
| G | 11 | Stati Uniti (bandiera) | Keller, Bill     | 178 cm  | 80 kg  | 30-08-1947   | Purdue         |
| G | 14 | Stati Uniti (bandiera) | Lewis, Freddie   | 183 cm  | 79 kg  | 01-07-1943   | Arizona State  |
| A/C | 30 | Stati Uniti (bandiera) | McGinnis, George | 203 cm  | 107 kg | 12-08-1950   | Indiana        |
| C | 24 | Stati Uniti (bandiera) | Newton, Bill     | 206 cm  | 100 kg | 22-12-1950   | LSU            |
| A/C | 15 | Stati Uniti (bandiera) | Peeples, George  | 201 cm  | 86 kg  | 30-10-1943   | Iowa           |
| C | 12 | Stati Uniti (bandiera) | Raymond, Craig   | 211 cm  | 107 kg | 05-04-1945   | Brigham Young  |